# Kerns Powers
Kerns Harrington Powers (Waco, 15 aprile 1925 – Princeton, 5 giugno 2010) è stato un ingegnere statunitense.

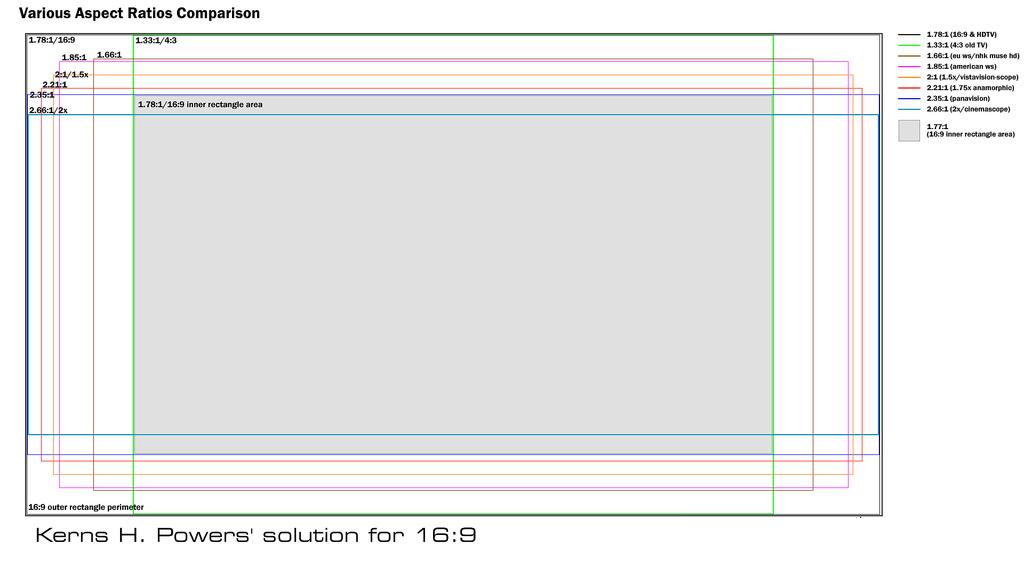
Progetto di Kerns H. Powers per il 16:9

Pioniere nel campo della cinematografia elettronica e comunicazioni, nonché nello sviluppo di standard televisivi quali il formato televisivo 16:9.

## Biografia
Kerns H. Powers è nato a Waco, in Texas nel 1925 ed iniziò come tecnico elettronico capo nella Marina degli Stati Uniti durante la Seconda Guerra Mondiale. In seguito al suo servizio, Powers iscrive all'Università del Texas, dove consegue la laurea in ingegneria elettrica mentre lavorava come ingegnere in una stazione radiofonica locale.
Powers ha iniziato la sua carriera nel 1951 come membro del personale di ricerca dei Laboratori RCA a Princeton, nel New Jersey, dove ha lavorato nell'ambito della televisione a colori e ad alta risoluzione (HDTV). dopodiché abbandonò l'incarico alla RCA per ricevere poi un dottorato al MIT. Nel 1953, ha contribuito alla realizzazione del primo Orologio atomico e nel 1955 divenne assistente di ricerca nel laboratorio di elettronica.
Tornò alla RCA come direttore di ricerca sulla comunicazione e ha lavorato su studi analitici della teoria della comunicazione. Ha continuato a servire come direttore della ricerca per la divisione comunicazione televisiva al David Sarnoff Research Center, a Princeton. 
Nel 1980, sviluppòo il formato televisivo panoramico 16:9, standardizzato dalla SMPTE nel 1984, che ha unito i rapporti d'aspetto popolari utilizzati dai registi cinematografici e produttori televisivi. Tale rapporto (o Aspect Ratio) ha reso più facile convertire film per la televisione, è diventato il formato standard internazionale dell'alta definizione, TV Digitale, e Widescreen TV analogica. È stato promosso come vice presidente della ricerca di comunicazione presso il centro di ricerca, una posizione che ha tenuto prima di ritirarsi nel 1987.
Powers ha conseguito una doppia laurea magistrale in ingegneria elettrica nel 1951 presso l'Università del Texas a Austin. Ha ricevuto un dottorato di ricerca in ingegneria elettrica nel 1956 dal Massachusetts Institute of Technology (MIT).
Kerns Powers ha collaborato con l'Institute of Electrical and Electronic Engineers (IEEE), ha scritto numerosi articoli tecnici nel campo delle comunicazioni, detiene 16 brevetti, ed ha ricevuto numerosi premi, tra cui The Charles F. Jenkins Lifetime Achievement Award da parte dell Academy of Television Arts and Science nel 1992.
Nel frattempo si ritirò dalla RCA nel 1987, infine morì a Princeton il 5 Giugno del 2010.